# ژرژ تورنای
ژرژ تورنای (انگلیسی: Georges Tournay؛ زادهٔ ۶ اکتبر ۱۹۶۰) بازیکن فوتبال اهل فرانسه است.
از باشگاه‌هایی که در آن بازی کرده‌است می‌توان به باشگاه فوتبال لانس اشاره کرد.